# Vor der Revolution
Vor der Revolution (Prima della rivoluzione) ist Bernardo Bertoluccis zweiter Spielfilm, ein 1964 fertiggestellter Kunstfilm, in dem er in den 1960er Jahren verbreitete politische Thesen behandelt.

## Thema
Der junge Fabrizio aus dem wohlhabenden Bürgertum von Parma, trotz seiner Herkunft ein Marxist, und seine auf Besuch weilende, unwesentlich ältere Tante Gina beginnen eine inzestuöse Beziehung. Dabei reden sie über politische Theorien, bewegen sich durch die Straßen von Parma und die Landschaften der Umgebung und schwelgen in Melancholie. Wichtige Gesprächspartner der beiden sind ein mit Fabrizio befreundeter kommunistischer Grundschullehrer sowie ein alter Onkel Ginas, der sein geerbtes Landgut bedauert, das er bankrotthalber verlieren wird. Am Ende wendet sich Fabrizio von der Partei ab und heiratet eine Tochter aus bürgerlichem Haus.
Nach Bertoluccis Angaben behandelt er die Angst eines Bourgeois, der sich bewusst für den Marxismus entschieden hat und fürchtet, aufgrund seiner Herkunft zurück ins bürgerliche Milieu zurückzufallen, weil die Wurzeln sehr stark sind. Fabrizio stehe für die Unmöglichkeit, dass ein Bourgois Marxist sein kann; die wahre revolutionäre Kraft sei das Proletariat. Die Sequenz am Po wird auch als Vorbote der ökologischen Diskussion gewertet.
Bertolucci nannte Stendhals Die Kartause von Parma sein Lieblingsbuch; die Gemeinsamkeiten des Films mit dem Roman beschränken sich allerdings auf den Handlungsort, die Übernahme von Figurennamen und eine sehr lose thematische Anlehnung.
Fabrizio lebt in der Erwartung einer noch zu kommenden Revolution. Der Vorspann zitiert Talleyrand: „Celui qui n’a pas vécu avant la révolution ne sait pas ce qu’est la douceur de vivre.“ (Wer nicht vor der Revolution gelebt hat, kennt nicht die Süsse des Lebens.) „Es ist vielleicht nicht so sehr das Wort Revolution, das zählt, sondern vor, also die Reflexion, die Rückkehr, manchmal auch die Nostalgie nach einer vergangenen Zeit, nach einer Frische, Süsse und verlorenen Unschuld.“ „Dies ist nicht, wie der Titel vermuten lassen könnte, eine militante Geschichte über heroischen, revolutionären Kampf, sondern eine Elegie auf jene vorrevolutionären bürgerlichen Leben, die zum Untergang verurteilt waren.“ Die Einordnung des Talleyrand-Zitats in die Aussage des Films hat vielen Mühe bereitet, doch Bertolucci will es ironisch verstanden haben.

## Stil und Form
Während Bertolucci in seinem Debüt La Commare Secca einen fremden Stoff in einem persönlichen Stil behandelte, hat er bei seinem zweiten Spielfilm umgekehrt teilautobiografische Themen, in seiner Heimatstadt angesiedelt, „fremden“ Stilen unterworfen. Er stand sichtbar unter dem Einfluss zweier Vorbilder, Michelangelo Antonionis und vor allem Jean-Luc Godards. Dennoch nannte er Vor der Revolution seinen ersten wirklich eigenen Film. An Antonioni angelehnt sind die Ellipsen in der Erzählhandlung und die langen statischen Aufnahmen etwa beim Badeweiher. Von Godard stammen Stilelemente wie Bildsprünge, Wiederholungen und Kreisblenden. Der Sinn mancher Szene erschließt sich erst an späterer Stelle. In einem Dialog lässt Bertolucci durch einen Freund Fabrizios seine eigene Ansicht verkünden, welche die Kameraarbeit eines Films zur moralischen Frage erhebt. Der Stil eines Regisseurs beinhalte nämlich immer auch seine Weltanschauung.

## Entstehung
Finanziert wurde Vor der Revolution vom Verleiher Angelo Rizzoli. Bertolucci gab später zum Besten, zwei Wochen vor Beginn der Dreharbeiten sei der Produktionsleiter Mario Bernocchi zum Militärdienst eingezogen worden und obendrein wegen Streits mit Vorgesetzten inhaftiert gewesen; er habe ihn mit Hilfe der Mafia rausgeholt, um den Drehplan einzuhalten.
Am liebsten hätte Bertolucci als Kameramann Raoul Coutard verpflichtet, der an mehreren Filmen von Godard mitgearbeitet hatte, doch dieser war bereits für Fahrenheit 451 von Truffaut gebucht. Die Wahl fiel daher auf Aldo Scavarda, der zuvor Antonionis Kunstfilmdrama Die mit der Liebe spielen (L'avventura) fotografiert hatte. In einer noch marginalen Funktion, als Assistent des Schwenkers, wirkte auch Vittorio Storaro mit, der ab Die Strategie der Spinne als Kameramann zu Bertoluccis wichtigstem Mitarbeiter wurde.

## Rezeption
Vor der Revolution erschien 1964 in Cannes, wo es den Spezialpreis Jeune Critique erhielt. In Italien zeigte das Publikum kein Interesse und die (linke) Kritik war überwiegend negativ; viele italienische Kommunisten nahmen das Werk übel. Wenige Jahre später fand Vor der Revolution jedoch größeren Anklang in Pariser Studentenkreisen. Bertolucci führte das darauf zurück, sein Film sei in seiner Kritik der kommunistischen Partei der Zeit voraus gewesen.
Nach Vor der Revolution konnte Bertolucci vier Jahre lang keinen Produzenten für einen nächsten Spielfilm finden.

## Kritiken
„Ein vielschichtiger, verspielt avantgardistischer Film, der poetisch und soziografisch subtil das authentische Bild des kleinstädtischen Italien der 1960er Jahre entwirft. Die überwiegend undramatische und lyrische Erzählweise unterstreicht zugleich den auch heute noch fesselnden dokumentarischen Charakter des Films: er gibt Einblick und Aufschluß über eine Epoche, die Stimmungslage einer Generation, ihre Bemühungen und ihre Resignation.“

„Die Vielschichtigkeit des Films und die Mischung aus Realismus und Poesie erfordern vom Publikum viel Einfühlungsvermögen, dennoch vermittelt Bertoluccis Werk dem reiferen Zuschauer wichtige Erkenntnisse vom Denken und Fühlen der italienischen Jugend.“